# 土居利光
土居 利光（どい としみつ、1951年 - ）は、恩賜上野動物園（東京都台東区上野公園）の第14代園長。東京都港区生まれ。

## 略歴・人物
千葉大学園芸学部造園学科卒業後、1975年東京都庁入庁。東京都環境局生態系保全担当課長、同自然公園課長、2005年多摩動物公園園長等を経て、2011年8月1日より恩賜上野動物園の園長となる。新園長となっての初めての仕事は、パンダフレーム切手贈呈式への出席。
2012年7月12日には、ジャイアントパンダの雌シンシン（7歳）の赤ちゃん（雄）が肺炎で死んだ件に関しての記者会見を開き、涙を流しながら会見した。
2016年、日本パンダ保護協会の会長に就任。2017年3月末をもって上野動物園より退職した。

## 著書
- 『野生との共存』（共著、2012年）
- 『はじめての生きもの図鑑』（共著、2014年）